# Севенокс (район)
Се́венокс (англ. Sevenoaks) — неметрополитенский район (англ. non-metropolitan district) в графстве Кент (Англия). Административный центр — город Севенокс.

## География
Район расположен в западной части графства Кент, граничит с лондонским боро Бромли и с графствами Суррей и Восточный Суссекс.

## История
Район был образован 1 апреля 1974 года в результате объединения городского района (англ. Urban district) Севенокс и сельских районов (англ. Rural District) Севенокс и частично Дартфорд.

## Состав
В состав района входят 3 города:
- Севенокс
- Суонли
- Эденбридж

и 27 общин (англ. civil parish).